# CMA CGM Vela
Pour les articles homonymes, voir Vela.
Le CMA CGM Vela est un porte-conteneurs de la Compagnie maritime d'affrètement - compagnie générale maritime entré en service en mi-octobre 2008 sur la French Asia Line (FAL).

## Caractéristiques

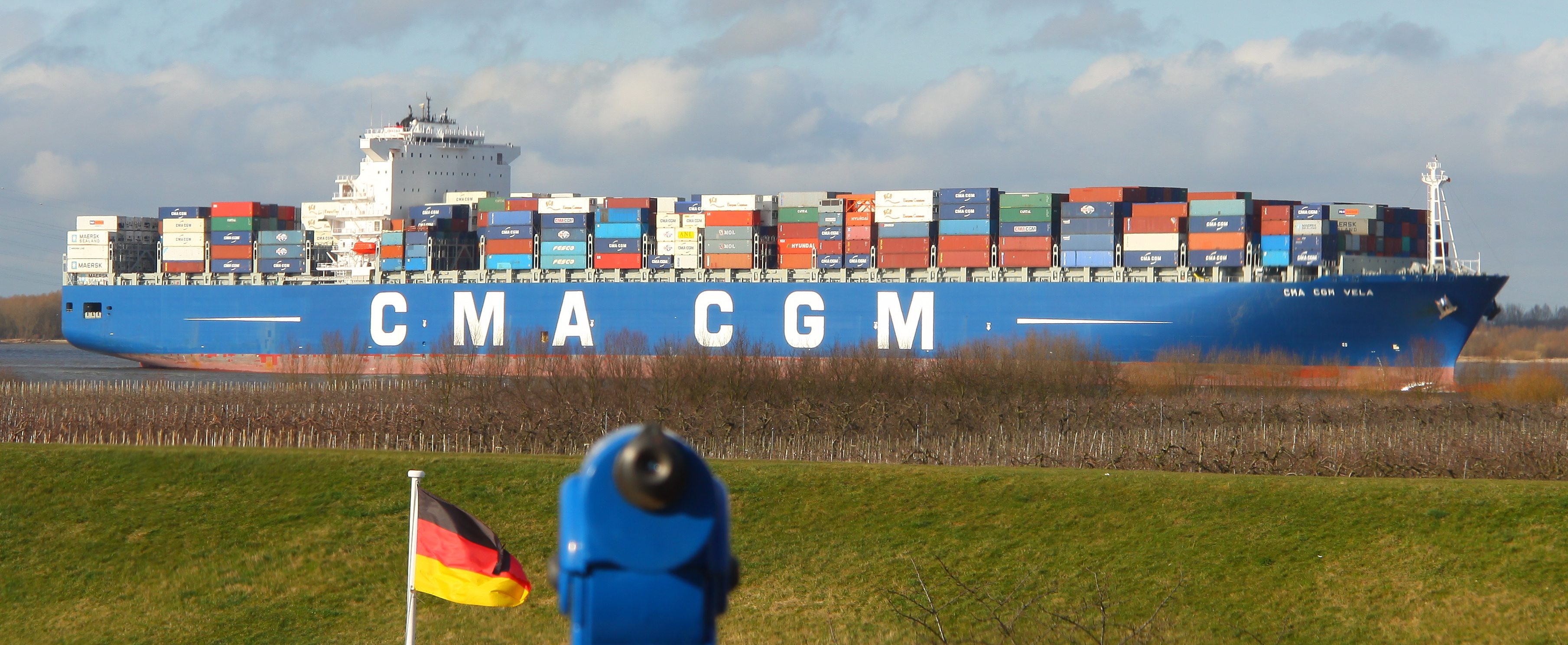
Le navire en 2010.

Construit par l'entreprise sud-coréenne Daewoo Shipbuilding & Marine Engineering Co., Ltd. (DMSE), une société indépendante de sa société-mère Daewoo depuis octobre 2000, dans le chantier naval d'Okpo, le CMA CGM Vela est l'un des plus grands de sa catégorie.
Il s'agit du premier navire d'une série de quatre porte-conteneurs ULCS (Ultra Large Container Ships) : sont considérés comme ULCS les porte-conteneurs offrant une capacité supérieure à 10 000 équivalent vingt pieds (EVP). Le CMA CGM Vela dispose de 10 980 (EVP) et de 700 prises reefer pour conteneur réfrigéré.
Ces navires sont équipés d'un moteur diesel à injection électronique permettant de réduire sa consommation de carburant et ses émissions atmosphériques. Il est également doté d'un nouveau système de safran dont l'ergonomie permet d'optimiser le flux d'eau et de réduire de 2 à 4 % la dépense énergétique et les rejets de CO2.

## Historique
Il bat pavillon allemand sous la direction de la société NSB Niederelbe Schiffahrtsgesellschaft mbH & Co. KG (Reederei NSB) dont le siège social est à Buxtehude. La tête de série a terminé son voyage inaugural le 23 octobre 2008 au port de Yangshan, dans la province de Guangdong.
Il est exploité sur le service FAL 1 de CMA CGM. Le Vela dessert les ports du Havre, Malte, Khor Fakkan, Chiwan, Pusan, Gwangyang, Dalian, Tianjin, Shanghai, Hong Kong, Yantian, Singapour, Port Kelang, Tanger Med, Southampton, Hambourg, Rotterdam, et Zeebrugge.

## La classe CMA CGM Vela
Il est suivi en fin d'année 2008 par le Thalassa puis, en 2009, par les Hydra et Musca. Ils étaient les plus grands porte-conteneurs de cette société avec une capacité de 10 980 équivalent vingt pieds jusqu'à l'arrivée le 20 novembre 2009 du premier d'une série de 8 navires de 360 mètres de long, les CMA CGM Christophe Colomb, avec une capacité de 13 830 EVP.
| Nom              | n° IMO  | n° de triage | Entrée en service dans la CMA CGM | Propriétaire                                                       | Port d'attache        |
| ---------------- | ------- | ------------ | --------------------------------- | ------------------------------------------------------------------ | --------------------- |
| CMA CGM Vela     | 9354923 | DSME 4125    | 19 octobre 2008                   | Conti 155. Container Schifffahrts-GmbH & Co. KG MS „Conti Jupiter“ | Hambourg (Allemagne)  |
| CMA CGM Thalassa | 9356294 | DSME 4126    | 30 décembre 2008                  | Global Ship Lease 13 Limited                                       | Limassol (Chypre)     |
| CMA CGM Hydra    | 9356309 | DSME 4127    | 8 avril 2009                      | SNC Cypres Bail 1                                                  | Londres (Royaume-Uni) |
| CMA CGM Musca    | 9356311 | DSME 4128    | 9 juin 2009                       | SNC Musca Bail                                                     | Londres (Royaume-Uni) |